# Variograma

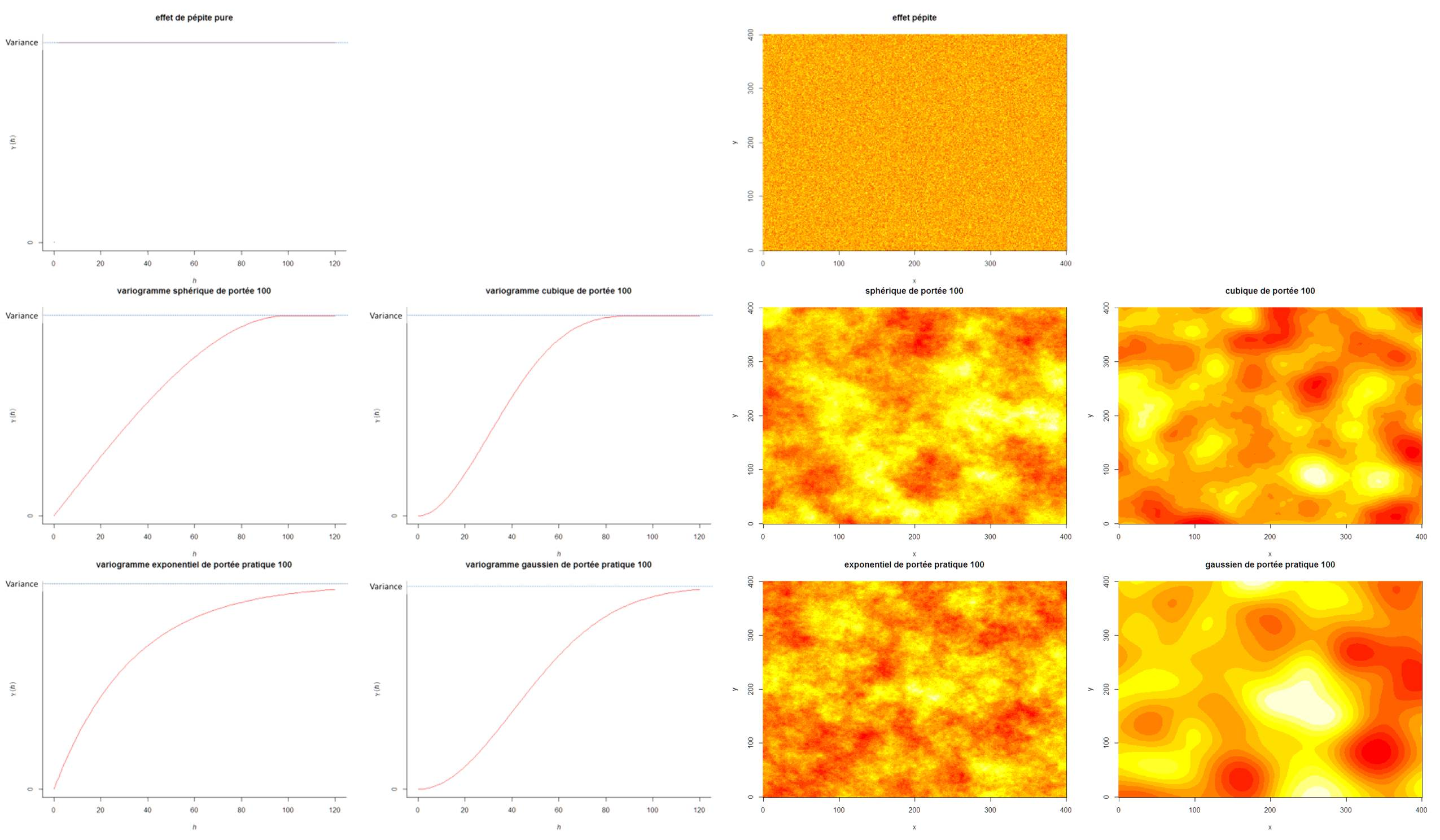
Cinco estructuras de variogramas clásicas y simulaciones de procesos estacionarios asociados, en R con la biblioteca RandomFields.

El variograma o semivariograma es una herramienta que permite analizar el comportamiento espacial de una variable sobre un área definida, obteniendo como resultado un variograma experimental que refleja la distancia máxima y la forma en que un punto tiene influencia sobre otro punto a diferentes distancias. 
El resultado de este análisis no puede ser aplicado directamente en los diferentes métodos de interpolación que lo ocupan como información base, es por esto que una vez calculado el variograma experimental, debe ser realizado un modelo matemático que modele de la mejor forma posible al variograma experimental, el cual es conocido como variograma teórico.

## Usos
El variograma permite conocer el alcance, es decir, la distancia máxima a la que una muestra tiene influencia sobre otra muestra, una aplicación de esta información es conocer la vecindad en que se pueden buscar muestras para estimar el valor de un punto específico.
La aplicación de esta herramienta también permite, a partir de los datos proporcionados por el variograma teórico, realizar una estimación por medio de la metodología del krigeaje, la cual utiliza el modelo matemático para definir el ponderador que se aplica a cada una de las muestras encontradas al momento de asignar un valor al punto buscado.
Características para elegir un buen variograma :
1. El número de pares 
2. La suavidad de la curva debe ser suave 
3. Los datos deben acercarse al modelo matemático

## Procedimiento
El procedimiento correcto para su uso es:
1. Eliminación de cualquier comportamiento tendencial.
2. Selección de la h (lag en inglés) y del ángulo en el caso de que se trabaje con variogramas direccionales.
3. Creación del variograma experimental basado en la muestra seleccionada.
4. Selección de un variograma teórico que se adecúe al experimental, pues el variograma experimental no es una función donde se puedan realizar interpolaciones.

- Datos: Q2269270
- Multimedia: Variogram / Q2269270